# Crocefieschi
Crocefieschi (en ligur A Cröxe o Cröxe di Fieschi) és un comune italià, situat a la regió de la Ligúria i a la ciutat metropolitana de Gènova. El 2011 tenia 558 habitants.

## Geografia
Es troba a la vall mitjana del Scrivia, al nord-est de Gènova, compta amb una superfície d'11,73 km² i les frazioni de Crebaia, Crosi, Martellona, Preria, Strasserra, Vallegge i Vallemara. Limita amb les comunes de Busalla, Savignone, Valbrevenna i Vobbia.